# Cesare Margotto
Cesare Pietro Margotto (Isola Rizza, 1º dicembre 1926 – 29 dicembre 1992) è stato un politico italiano.

## Biografia
Esponente del Partito Comunista Italiano, ricoprì la carica di senatore per due legislature, venendo eletto, per il collegio di Verona Pianura, alle politiche del 1976 e, in seguito all'opzione di Rino Serri per la Camera, alle politiche del 1979. Proclamato eletto anche alla Camera sia nel 1976 (con 14.874 preferenze) che nel 1979 (con 10.818 preferenze), in entrambe le occasioni aveva optato per il Senato, venendo sostituito da Rosanna Branciforti.
Terminò il mandato parlamentare nel 1983.